# Runcinia albida
Runcinia albida là một loài nhện trong họ Thomisidae.
Loài này thuộc chi Runcinia. Runcinia albida được miêu tả năm 1893 bởi Marx.